# 穆尔环形山

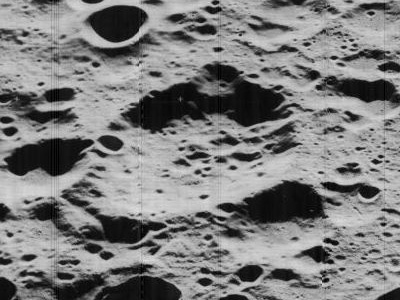
月球轨道器5号拍摄的西向斜视图

穆尔环形山（Moore）是位于月球背面北半部的一座大撞击坑，其名称取自美国天文学家约瑟夫·海恩斯·穆尔（1878年－1949年），1970年被国际天文学联合会正式接受。

## 描述
该陨坑位于月背撞击坑密布的区域中，它的西侧及北面分别毗邻较小的商博良陨石坑和温克勒陨石坑、东北坐落了古老的埃尔利希陨石坑，已磨损的帕森斯陨石坑位于它的东面、西南偏南则靠近更大的拉莫尔环形山。该陨坑中心月面坐标为37°15′N 177°33′W / 37.25°N 177.55°W，直径52.66公里，深约2.38公里。
穆尔环形山已被后续的撞击侵蚀损毁，其坑壁已严重磨损钝化，沿西侧边缘覆盖了一对双坑，东南偏南外壁上附靠了直径24.6公里的卫星坑「穆尔 L」，只有东侧段保存相对较完整，环内侧壁分布有一些阶坡状结构。该陨坑坑壁最大高出周边地形1150米，内部容积约有2255.27立方千米。坑底表面崎岖坎坷，从中心点附近向西北延伸出一串相重叠的撞击坑链。大量大小不一的撞击坑。穆尔环形山的东面坐落了环绕着一圈小射纹系统，坑壁反照率较高的卫星坑「穆尔 F」。

## 卫星陨石坑
按惯例，最靠近穆尔环形山的卫星坑将在月图上以字母标注在它的中心点旁边.

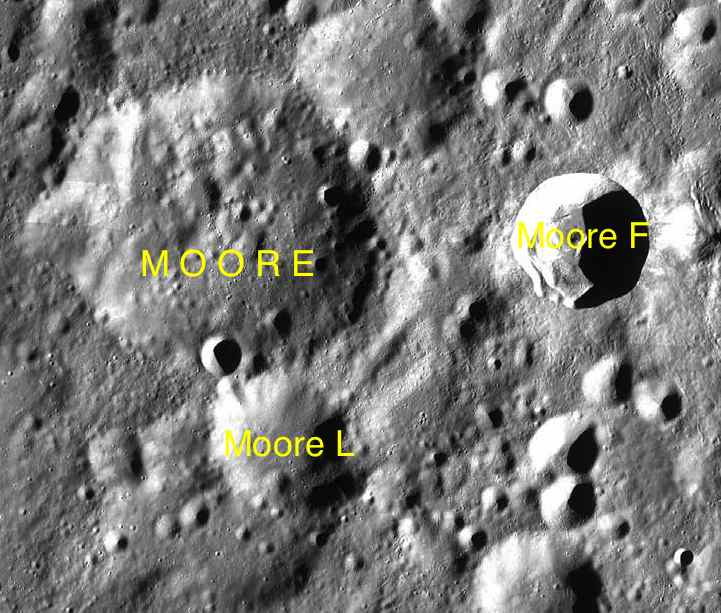
LAC-33 区域图

| 穆尔 | 纬度     | 经度      | 直径     |
| ---- | -------- | --------- | -------- |
| F    | 37.29° N | 174.97° W | 23.8公里 |
| L    | 36.06° N | 177.01° W | 24.6公里 |

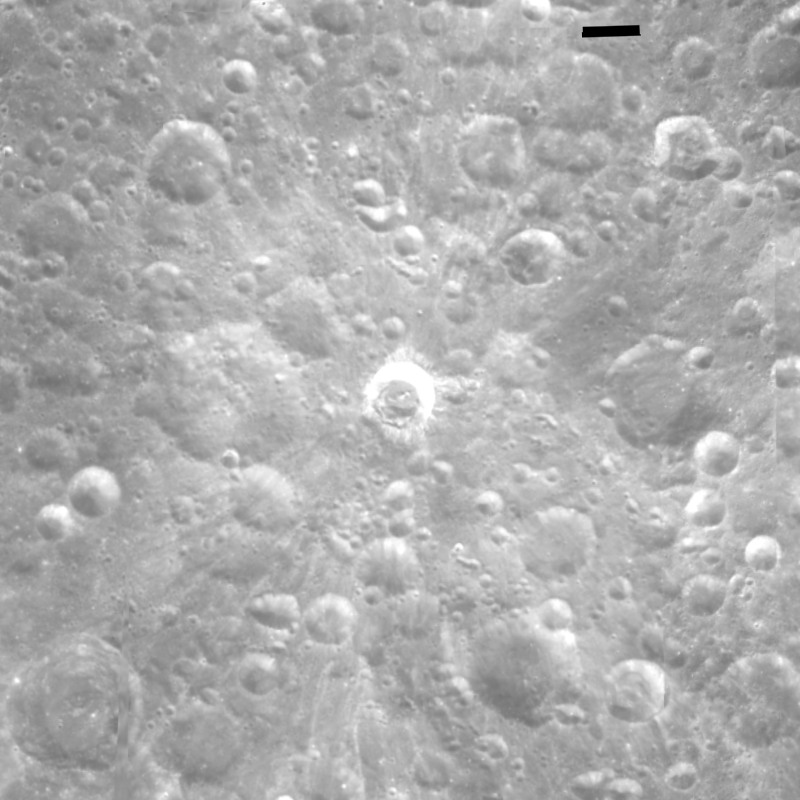
显示了大部分射纹系统的卫星坑「穆尔 F」，克莱门汀号拍摄。

## 另请参阅
- Andersson, L. E.; Whitaker, E. A. . NASA RP-1097. 1982.
- Blue, Jennifer. . USGS. July 25, 2007  [2007-08-05]. （原始内容存档于2019-12-13）.
- Bussey, B.; Spudis, P. . New York: Cambridge University Press. 2004. ISBN 978-0-521-81528-4.
- Cocks, Elijah E.; Cocks, Josiah C. . Tudor Publishers. 1995. ISBN 978-0-936389-27-1.
- McDowell, Jonathan. . Jonathan's Space Report. July 15, 2007  [2007-10-24]. （原始内容存档于2019-06-21）.
- Menzel, D. H.; Minnaert, M.; Levin, B.; Dollfus, A.; Bell, B. . Space Science Reviews. 1971, 12 (2): 136–186. Bibcode:1971SSRv...12..136M. doi:10.1007/BF00171763.
- Moore, Patrick. . Sterling Publishing Co. 2001. ISBN 978-0-304-35469-6.
- Price, Fred W. . Cambridge University Press. 1988. ISBN 978-0-521-33500-3.
- Rükl, Antonín. . Kalmbach Books. 1990. ISBN 978-0-913135-17-4.
- Webb, Rev. T. W.  6th revised. Dover. 1962. ISBN 978-0-486-20917-3.
- Whitaker, Ewen A. . Cambridge University Press. 1999. ISBN 978-0-521-62248-6.
- Wlasuk, Peter T. . Springer. 2000. ISBN 978-1-85233-193-1.